# Игнашкино (Томская область)
Игна́шкино — деревня в Колпашевском районе Томской области. Входит в состав Чажемтовского сельского поселения.

## История
Исторический населённый пункт южных селькупов (группа сюссыкум). Левый берег Чаи. Коренные жители юрт Игнашкиных – селькупы Чеуртаевы. В 1897 г.: 2 хозяйства – 10 человек селькупов. В 1911 г. селькупов в данном посёлке не было, здесь жили 2 русские семьи – 19 человек.
Основана в 1886 году. В 1926 году состояла из 16 хозяйств, основное население — белорусы. В составе Чажемтовского сельсовета Колпашевского района Томского округа Сибирского края.

## Население
| 1920 | 1926 | 2002 | 2010 | 2012 | 2013 | 2014 |
| ---- | ---- | ---- | ---- | ---- | ---- | ---- |
| 75   | ↗88  | ↗97  | ↘69  | →69  | ↘65  | ↗67  |
| 2015 | 2021 |      |      |      |      |      |
| ↘61  | ↘60  |      |      |      |      |      |